# Avery Dennison

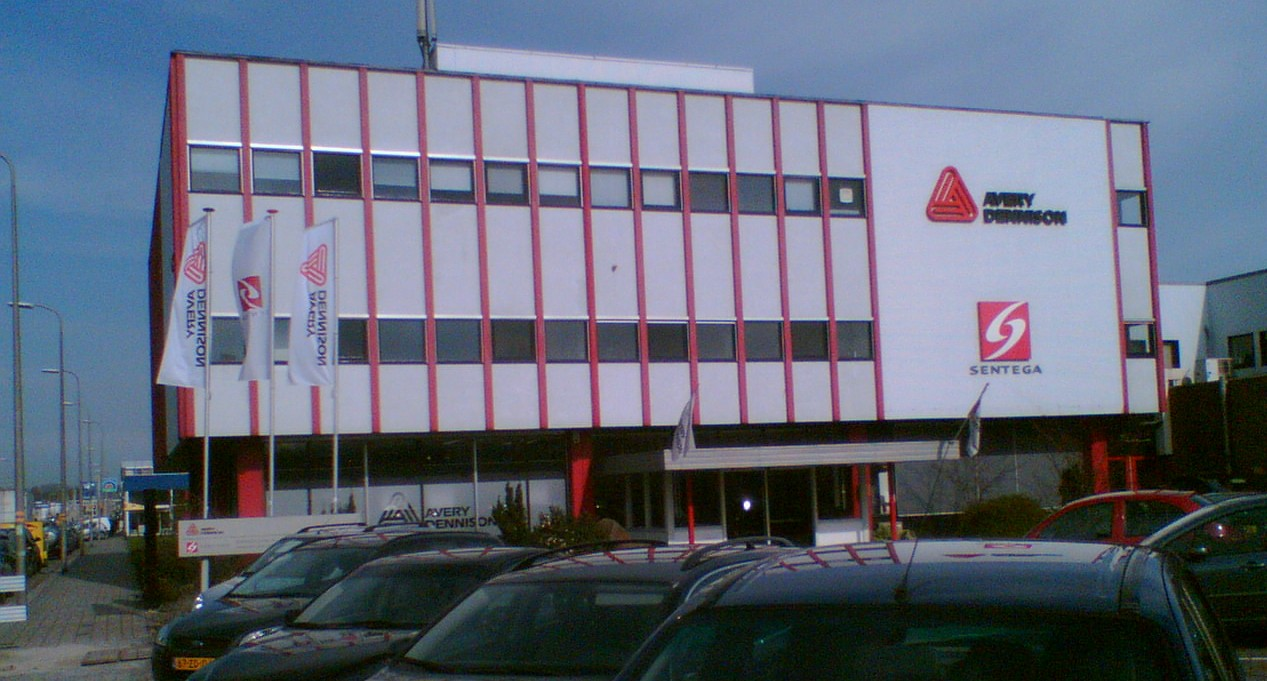
Avery Dennison in Utrecht, Niederlande

Die Avery Dennison Corporation zählt zu den weltweit führenden Herstellern von Selbstklebematerialien wie Selbstklebeetiketten sowie Etikettiersystemen für private und industrielle Anwendungen, die unter den Markennamen Avery und Fasson vertrieben werden. Avery Dennison ist im Aktienindex S&P 500 gelistet.

## Geschichte
Das Unternehmen wurde 1935 als Avery Corporation von Richard Stanton Avery in Pasadena, Kalifornien, gegründet. 1990 übernahm die inzwischen weltweit tätige Avery-Firmengruppe das amerikanische Unternehmen Dennison und firmiert seitdem unter Avery Dennison.
In Deutschland ist der Konzern seit der Übernahme von Zweckform 1998 als Avery Dennison Zweckform oder kurz Avery Zweckform über verschiedene Tochtergesellschaften in den Bereichen Herstellung und Vertrieb von Etiketten und Anhängern sowie Druckern für diese Produkte, Vertrieb von Selbstklebematerialien sowie Herstellung und Vertrieb von Büromaterialien und verwandten Produkten tätig. 2002 wurde außerdem die deutsche Unternehmensgruppe Jackstädt übernommen.
Anfang 2014 wurde der Unternehmenssitz von Pasadena nach Glendale verlagert. 2015 wurde der Geschäftsbereich Industrial Print & Apply (IPA) von der Possehl-Gruppe übernommen, wobei der Vorgang noch durch das Bundeskartellamt geprüft wird.